# 双峰北站
双峰北站，位于中华人民共和国湖南省娄底市双峰县洪山殿镇，是娄邵铁路、洛湛铁路上的火车站，于2016年1月26日启用营运，广州局集团管辖。2023年春运期间原停靠本站的旅客列车在此站取消办理客运业务。

## 歷史
- 2016年1月26日通车启用。[3][4]

## 外部連結
- 中国铁路客户服务中心（页面存档备份，存于）